# Patrick Malone
Patrick Malone est un acteur américain né le 1er juillet 1969 à Newark, New Jersey (États-Unis).

## Filmographie
- 1990 : Rock 'n' Roll High School Forever : Jones
- 1990 : Le Bûcher des vanités (The Bonfire of the Vanities) de Brian De Palma : Henry Lamb
- 1991 : Dedicated to the One I Love (TV) : Mike
- 1991 : Grand Canyon : Otis
- 1992 : Original Intent (vidéo) : Bobby
- 1992 : Rage and Honor : Paris Armstrong
- 1993 : Queen (feuilleton TV) : Simon
- 1993 : Country Estates (TV) : Henry Carver Jr.
- 1993 : Sister Act, acte 2 (Sister Act 2: Back in the Habit) : Classroom Kid
- 1996 : Timelock : Computer Tech
- 1997 : Detention: The Siege at Johnson High (TV) : Travis McGill
- 1998 : Ask Harriet ("Ask Harriet") (série TV) : Trey Anderson
- 1998 : L'Heure magique (Twilight) : Younger Cop
- 1998 : Soundman : Derick Johnson
- 1999 : Mutinerie (Mutiny) (TV) : Jersey
- 2000 : Face the Music : Steve
- 2011 : Cavale aux portes de l'enfer (The Legend of Hell's Gate: An American Conspiracy) : l'harpiste